# Бекъм (окръг, Оклахома)
Окръг Бекъм (на английски: Beckham County) е окръг в щата Оклахома, Съединени американски щати. Площта му е 2341 km², а населението – 19 799 души (2000). Административен център е град Сеър.